# Zephyr (Wooldridge)
Pour les articles homonymes, voir Zéphir.
Zephyr est une sculpture réalisée en 1998 par Steve Wooldridge et se trouvant aujourd'hui à Indianapolis, dans l'enceinte du campus de l'Indiana University-Université Purdue, au sud-est de sa bibliothèque universitaire et au nord de New York Street. Elle mesure 4 mètres de hauteur, et ses dimensions au sol sont de 3 mètres par 61 centimètres.

## Description
La sculpture est composée de différentes pièces métalliques de forme géométrique : son socle est un parallélépipède rectangle de 91 centimètres de hauteur et 61 centimètres de côté, sur lequel sont couchés deux cylindres identiques parallèles et orientés nord-sud, tous deux d'un diamètre de 22 centimètres et d'une hauteur de 43 centimètres. Ces deux cylindres portent un triangle rectangle, posé verticalement sur son angle droit, dont l'hypoténuse mesure 1,2 mètre et dont le plus court des côtés mesure 51 centimètres. Sur ce triangle est posé un troisième cylindre de 17 centimètres de diamètre et de 46 centimètres de profondeur.
Les mentions « Steve E. Wooldridge », « 1998 », et « Zephyr » sont inscrites sur l'une des faces du socle.